# Heleia
Heleia – rodzaj ptaków z rodziny szlarników (Zosteropidae).

## Występowanie
Rodzaj obejmuje gatunki występujące na Małych Wyspach Sundajskich, Palau, Molukach, Celebesie, Jawie, Borneo i Filipinach.

## Morfologia
Długość ciała 9–14 cm; masa ciała 6,5–30 g.

## Systematyka

### Etymologia
- Heleia: gr. ελεια eleia „mały ptak”, dotychczas niezidentyfikowany, wspomniany przez Kallimacha[8].
- Lophozosterops: gr. λοφος lophos „czub”; rodzaj Zosterops Vigors & Horsfield, 1826 (szlarnik)[9]. Gatunek typowy: L. dohertyi E. Hartert, 1896.
- Pseudozosterops: gr. ψευδος pseudos „fałszywy”; rodzaj Zosterops Vigors & Horsfield, 1826 (szlarnik)[10]. Nowa nazwa dla Heleia, gdyż Finsch błędnie uważał, że nazwa ta jest zajęta przez Helia Hübner, 1818 (Lepidoptera).
- Megazosterops: gr. μεγας megas, μεγαλη megalē „wielki”; rodzaj Zosterops Vigors & Horsfield, 1826 (szlarnik)[11]. Gatunek typowy: Cleptornis palauensis Reichenow, 1915.
- Oculocincta: łac. oculus „oko”; cinctus „otoczony”, cingere „otaczać”[12]. Gatunek typowy: Zosterops squamifrons Sharpe, 1892.

### Podział systematyczny
Do rodzaju należą następujące gatunki:
- Heleia superciliaris (E. Hartert, 1897) – okularowiec żółtobrewy
- Heleia wallacei (Finsch, 1901) – okularowiec żółtooki
- Heleia palauensis (Reichenow, 1915) – okularowiec oliwkowy
- Heleia squamifrons (Sharpe, 1892) – okularowiec malutki
- Heleia goodfellowi (E. Hartert, 1903) – okularowiec maskowy
- Heleia squamiceps (E. Hartert, 1896) – okularowiec łuskogłowy
- Heleia javanica (Horsfield, 1821) – okularowiec żółtobrzuchy
- Heleia pinaiae (Stresemann, 1912) – okularowiec szarogłowy
- Heleia dohertyi (E. Hartert, 1896) – okularowiec czubaty
- Heleia muelleri Hartlaub, 1865 – okularowiec plamisty
- Heleia crassirostris (E. Hartert, 1897) – okularowiec grubodzioby